# Elaphria phalega
Elaphria phalega là một loài bướm đêm trong họ Noctuidae.